# Мильніков Андрій Андрійович
Мильников Андрій Андрійович (рос. Андрей Андреевич Мыльников; нар. 22 лютого 1919, Покровськ — 16 травня 2012, Санкт-Петербург) — радянський та російський художник і педагог; дійсний член Академії мистецтв СРСР з 1966 року; член Президії та віце-президент Російської академії мистецтв з 1997 року.

## Біографія
Народився 22 лютого 1919 року в місті Покровьку (нині місто Енгельс Саратовської області, Росія). У дитячі роки займався у художній студії у Кузьми Петрова-Водкіна. Навчався в Ленінградському інституті живопису, скульптури та архітектури: у 1937—1940 роках на архітектурному факультеті; у 1940—1946 роках — на живописному. Його викладачами були зокрема Володимир Грабар, Віктор Орєшников. Дипломна робота — картина «Клятва балтійців».
Протягом 1946—1948 років був аспірантом в тому ж інституті, а з 1947 по 2012 рік викладав у ньому (професор з 1957 року). У 1989–1991 роках — народний депутат СРСР.
Помер у Санкт-Петербурзі 16 травня 2012 року. Похований на Літераторських містках Волковського цвинтаря у Санкт-Петербурзі.

## Творчість
Автор жанрових та історичних картин, пейзажів, портретів, мозаїчних панно, монументально-декоративних розписів. Серед робіт:

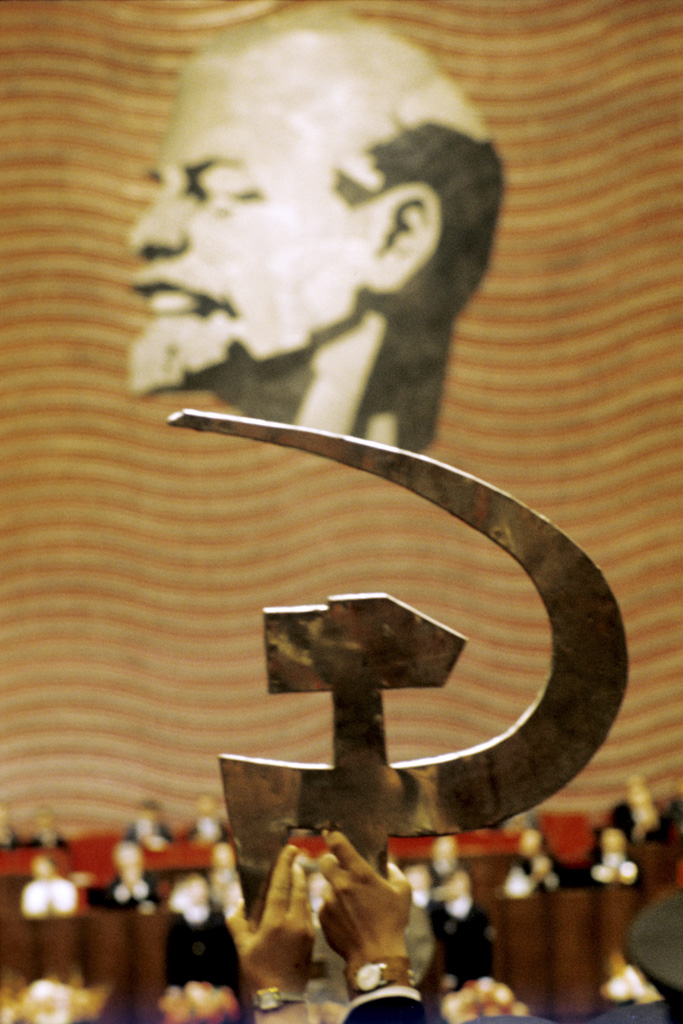
Завіса «Ленін».

- жорстка завіса Кремлівського Палацу з'їздів «Ленін» (1961);

живопис
- «На мирних полях» (1949, Державний Російський музей);
- «Пробудження» (1957, Державний Російський музей);
- «Ранок» (1972, Дирекція художніх фондів та проектування пам'яток Міністерства культури Росії).
- «Прощавання» (1975, Державна Третьяковська галерея);
- триптих «Іспанія» — «Розпяття», «Корида», «Смерть Гарсіа Лорки» (1979, Державна Третьяковська галерея).

Автор мозаїчних панно для станцій Санкт-Петербурзького метрополітену (1950-ті), мозаїки в Санкт-Петербурзькому театрі юного глядача (1962).

## Відзнаки
Герой Соціалістичної Праці (Указ Президії Верховної Ради СРСР від 26 лютого 1990 року);
ордени
- СРСР: два ордена Леніна (1979, 26 лютого 1990), орден «Знак Пошани»;
- Росія: орден «За заслуги перед Вітчизною» ІІІ ступеня (22 листопада 1999) і IV ступеня (14 лютого 2009);

медалі
- Срібна медаль Міністерства культури СРСР (1958);
- Золота медаль Академії мистецтв СРСР (1981);

почесні звання СРСР
- Народний художник РРФСР з 1968 року;
- Народний художник СРСР з 1976 року.

премії
- Сталінська премія ІІІ ступеня (1951; за картину «На мирних полях»);
- Державна премія СРСР (1977; за картину «Прощавання»);
- Державна премії РРФСР імені Іллі Рєпіна (1979).
- Ленінська премія (1984).

Почесний громадянин міста Енгельса з 1996 року.

## Вшанування пам'яті
- 21 травня 2013 року у Санкт-Петербурзі на будинку на Кам'яноострівському проспекті, № 26/28, де жив художник, встановлено меморіальну дошку[8];
- 11 листопада 2016 року у Санкт-Петербурзі у сквері біля будинку № 1/8 по вулиці Мічурінькій художнику встановлений пам'ятник (архітектор Фелікс Романовський, скульптор Валентин Свєшніков)[9].